# Aşklarım Büyük Benden
Aşklarım Büyük Benden («Моя любовь больше меня») — третий студийный альбом турецкого певца Мурата Боза. Выпущен 9 мая 2011 года на лейбле Dokuz Sekiz Müzik. Aşklarım Büyük Benden, первый студийный альбом Боза после Şans (2009) — поп-альбом, спродюсированный самим Бозом.
Всего альбом содержит девять песен и получил положительные отзывы критиков, которые назвали его хорошим ориентиром в музыкальной карьере Боза. Лид-сингл альбома «Aşklarım Büyük Benden» был выпущен вместе с видеоклипом в апреле 2011 года. После релиза альбома были выпущены новые видеоклипы на песни «Hayat Öpücüğü», «Geri Dönüş Olsa», «Kalamam Arkadaş», «Bulmaca» и «Soyadımsın». Из этих песен «Geri Dönüş Olsa» и «Kalamam Arkadaş» заняли первое место в Türkçe Top 20.
Aşklarım Büyük Benden продан в количестве 35 000 экземпляров и получил награду «Лучший альбом» на церемонии награждения, организованной Университетом Кадир Хас. Для продвижения альбома Боз исполнял свои песни в таких программах, как Beyaz Show, Şeffaf Oda и O Ses Türkiye, а также давал концерты в различных местах Турции. Позже он выпустил ремиксы на некоторые из песен в сборнике Dance Mix в августе 2012 года.

## Предыстория и выпуск
Релиз второго студийного альбома Мурата Боза Şans состоялся в феврале 2009 года, и исполнитель продолжал выпускать различные музыкальные клипы для этого альбома до конца 2010 года. В апреле 2010 года певец также выпустил сингл «Hayat Sana Güzel». Во время интервью в мае 2010 года Боз сказал, что, возможно, выпустит альбом летом. В декабре 2010 года сообщалось, что Боз отправился в Лондон для работы над своим новым альбомом, который будет «более зрелым». Боз также отметил, что все песни в альбоме будут «запоминающимися».
В марте 2011 года Мурат Боз заявил на своей странице в Facebook, что всё ещё работает над альбомом, и попросил своих поклонников «быть готовыми к сюрпризам в апреле». 12 апреля 2011 года ведущий сингл альбома «Aşklarım Büyük Benden» был выпущен на цифровых платформах, и также было подтверждено, что альбом будет носить такое же название. В конце того же месяца публике были представлены некоторые тексты песен. Альбом был выпущен 9 мая 2011 года лейблом Dokuz Sekiz Müzik. Мурат Боз утверждал, что в альбоме собраны его переживания. Он также добавил, что песни были выбраны в соответствии с его настроением.
Aşklarım Büyük Benden был спродюсирован Муратом Бозом и включает девять песен. Среди авторов песен для альбома были поп-исполнители и авторы песен Феттах Джан и Айше Озйылмазель. Джан написал песни «Aşklarım Büyük Benden» и «Soyadımsın», а Озйылмазель сочинила «Kalamam Arkadaş». Аранжировка и музыка к песням созданы Мертом Али Ичелли, Эрдемом Кинаем, Озаном Догулу, Мертом Экреном и Мустафой Джеджели. Всего было продано 35 000 копий альбома, и он получил награду «Лучший альбом» на церемонии награждения, организованной Университетом Кадир Хас. Он также был номинирован в категории «Лучший альбом» на премии Siyaset Dergisi, но не получил награды.

## Критика
Aşklarım Büyük Benden получил положительные отзывы музыкальных критиков, а его тексты и композиции получили высокую оценку. Радиоведущий Майкл Куюджу назвал альбом «крутым» и заявил, что певец делает «уверенные шаги в правильном направлении». По его словам, первое, что привлекло внимание в альбоме, это выбор Бозом «содержательных песен». Диджей и радиоведущий Олджай Танберкен написал положительную рецензию на альбом и заявил, что Боз близок к периоду зрелости в своей карьере. Музыкальный сайт Gerçek Pop также дал альбому положительную оценку и поставил ему 3,5 звезды из 5. На веб-сайте указано, что альбом содержит в основном песни «среднего темпа», а песня «Aşkın Suçu Yok» удовлетворит аудиторию, которая хочет услышать такие песни, как «Her Şeyi Yak» и «Sallana Sallana» из предыдущих альбомов Боза. В рецензии отмечалось, что направление, которое Боз выбрал для этого альбома, оказалось намного лучше как для турецкой музыкальной индустрии, так и для самого певца. Веб-сайт также поставил 3 звезды из 5 за дизайн обложки альбома. Музыкальный сайт Popüler Müzik Notları также опубликовал положительный отзыв об альбоме. Веб-сайт посчитал Aşklarım Büyük Benden смесью двух предыдущих альбомов исполнителя и назвал композицию «Geri Dönüş Olsa» «самой оригинальной песней».

## Видеоклипы
Для Aşklarım Büyük Benden было выпущено шесть музыкальных клипов. Первый видеоклип был снят на заглавный сингл альбома «Aşklarım Büyük Benden», выпущенный 13 апреля 2011 года. Режиссёром видео выступил Бурак Эрташ, который также сделал фотографии для альбома, а вместе с Бозом в съёмках клипа приняла участие модель Соня Вронски. 27 мая 2011 года вышел второй видеоклип на песню «Hayat Öpücüğü». Режиссёром клипа стал Мурад Кучук, а в видео снялась словацкая модель Андреа Легоцка. В ролике Боз продемонстрировал историю любви, которая заканчивается в результате автокатастрофы. Клип на «Geri Dönüş Olsa» был снят в конце августа режиссёром Тюлаем Ибаком. Он был выпущен 9 сентября 2011 года. «Geri Dönüş Olsa» заняла первое место в Türkçe Top 20. Четвёртый клип был снят на песню «Kalamam Arkadaş» режиссёром Корханом Бозкуртом и выпущен 28 ноября 2011 года. Как и «Geri Dönüş Olsa», песня возглавила официальный музыкальный чарт Турции. Пятый и шестой музыкальные клипы «Bulmaca» и «Soyadımsın» были выпущены 12 марта и 8 мая 2012 года соответственно. Люди, появившиеся вместе с Бозом в клипе «Soyadımsın», были выбраны по итогам конкурса.

## Трек-лист
| №                   | Название                | Автор(ы)            | Композитор(ы)                    | Длительность |
| ------------------- | ----------------------- | ------------------- | -------------------------------- | ------------ |
| 1.                  | «Hayat Öpücüğü»         | Решит Гёздамла      | Решит Гёздамла · Мерт Али Ичелли | 4:13         |
| 2.                  | «Aşklarım Büyük Benden» | Джансу Куртджу      | Феттах Джан                      | 4:06         |
| 3.                  | «Soyadımsın»            | Феттах Джан         | Феттах Джан                      | 4:19         |
| 4.                  | «Bulmaca»               | Гёкхан Шахин        | Эмрах Карадуман                  | 4:13         |
| 5.                  | «Bize Kıyma»            | Элиф Нун Ичелли     | Элиф Нун Ичелли                  | 4:21         |
| 6.                  | «Geri Dönüş Olsa»       | Дениз Эртен         | Эрдем Кинай                      | 3:18         |
| 7.                  | «Korkma»                | Гюльшах Тютюнджю    | Гюльшах Тютюнджю                 | 4:24         |
| 8.                  | «Kalamam Arkadaş»       | Айше Озйылмазель    | Мерт Экрен · Айше Озйылмазель    | 3:12         |
| 9.                  | «Aşkın Suçu Yok»        | Чисель Онат         | Чисель Онат                      | 3:51         |
| Общая длительность: | Общая длительность:     | Общая длительность: | Общая длительность:              | 36:04        |

## История релиза
| Страна | Дата            | Формат                          | Лейбл             |
| ------ | --------------- | ------------------------------- | ----------------- |
| Турция | 9 мая 2011 года | компакт-диск, цифровая загрузка | Dokuz Sekiz Müzik |
| Мир    | 9 мая 2011 года | Цифровая загрузка               | Dokuz Sekiz Müzik |